# Arcesilau
Arcesilau (em grego:  Ἀρκεσίλαος) (316/5-241/0 a.C.) foi um filósofo grego e fundador da Segunda ou Média Academia — a fase de ceticismo acadêmico. Arcesilau sucedeu Crates como o sexto diretor (escolarca) da Academia c. 264 a.C. Ele não preservou seus pensamentos por escrito, assim, suas opiniões só podem ser colhidas indiretamente do que foi preservado por escritores posteriores. Foi o primeiro acadêmico a adotar uma posição de ceticismo filosófico, isto é, ele duvidava da capacidade dos sentidos para descobrir a verdade sobre o mundo, embora possa ter continuado a acreditar na existência da própria verdade. Isso resultou na fase cética da Academia. Seus principais oponentes foram os estoicos e sua crença de que a realidade pode ser compreendida com certeza.

## Biografia
Arcesilau nasceu em Pitane, na Eólia. Sua educação primária foi fornecida por Autólico, o matemático, com quem migrou para Sárdis. Posteriormente, estudou retórica em Atenas; mas adotou a filosofia e tornou-se discípulo, primeiro de Teofrasto e depois de Crântor. Em seguida, se tornou íntimo de Polemo e Crates e, finalmente, tornou-se diretor da escola (σχολάρχης).
Diógenes Laércio diz que, assim como seu sucessor Lácides, Arcesilau morreu de tanto beber, mas o testemunho de outras pessoas (por exemplo, Cleantes) e de seus próprios preceitos desacredita a história, e ficou conhecido por ter sido muito respeitado pelos atenienses.

## Filosofia
Arcesilau não deixou nada escrito, suas opiniões foram imperfeitamente conhecidas por seus contemporâneos, e agora só podem ser obtidas através das declarações confusas de seus adversários. Isso torna sua filosofia difícil de ser avaliada e parcialmente inconsistente. Isso levou os estudiosos a verem seu ceticismo de várias maneiras. Alguns veem a sua filosofia como completamente negativa ou destrutiva de todos os pontos de vista filosóficos. Outros o consideram como tendo a posição de que nada pode ser conhecido com base em seus argumentos filosóficos. Outros afirmaram que ele não tinha opiniões positivas sobre qualquer tema filosófico, incluindo a possibilidade de conhecimento.
Por um lado, é dito que ele restaurou as doutrinas de Platão, em uma forma incorrupta; enquanto que, por outro lado, de acordo com Cícero, ele resumiu suas opiniões na fórmula, que ele não sabia de nada, nem mesmo de sua própria ignorância". Há duas maneiras de conciliar a dificuldade: ou podemos supor que ele lançou tais aforismos como um exercício para os seus alunos, como quer nos fazer acreditar Sexto Empírico, que o chama de cético, ou ele pode ter realmente duvidado do pensamento esotérico de Platão, e ter suposto que suas obras tenham origem nas fantasias dos dogmáticos, enquanto ele estava na verdade tirando-lhes todos os princípios determinados.
Os estoicos foram os principais oponentes de Arcesilau; ele atacou a sua doutrina de uma concepção convincente (katalêptikê phantasia), como entendido ser um meio entre a ciência e a opinião - um meio que ele afirmou não poderia existir, e era apenas a interpolação de um nome. Envolveu uma contradição nos termos, como a própria ideia de phantasias implicava a possibilidade de falsidade, bem como as verdadeiras concepções do mesmo objeto.
É uma questão de alguma importância sobre a forma como o ceticismo acadêmico da Média e Nova Academia era distinta daquela do pirronismo. Admitindo-se a fórmula de Arcesilau, "que ele não sabia de nada, nem mesmo da sua própria ignorância", para ser uma exposição de seus sentimentos verdadeiros, era impossível em um sentido que o ceticismo poderia prosseguir adiante: mas os céticos acadêmicos parecem não ter duvidado da existência da verdade, por si só, apenas das nossas capacidades para a sua obtenção. É diferente também dos princípios do cético puro na tendência prática de suas doutrinas: enquanto o objeto de uma era a realização da perfeita equanimidade, a outra parece antes ter se retirado do campo estéril da especulação para a vida prática, e ter reconhecido alguns vestígios de uma lei moral dentro de, no máximo, mas um guia provável, cuja posse, no entanto, formou a verdadeira distinção entre o sábio e o insensato. Pouca diferença pode aparecer entre as afirmações especulativas das duas escolas, uma comparação entre a vida de seus fundadores e seus respectivos sucessores leva à conclusão de que uma moderação prática foi a característica dos céticos acadêmicos.